# تيري جونسون (لاعب كريكت)
تيري جونسون (28 يونيو 1941 في المملكة المتحدة - ) (بالإنجليزية: Terry Johnson)‏ هو لاعب كريكت بريطاني. لعب مع Lincolnshire County Cricket Club ‏.

## وصلات خارجية
- تيري جونسون على موقع إي آس بي آن كريك إنفو (الإنجليزية)